# 10 mai 1959

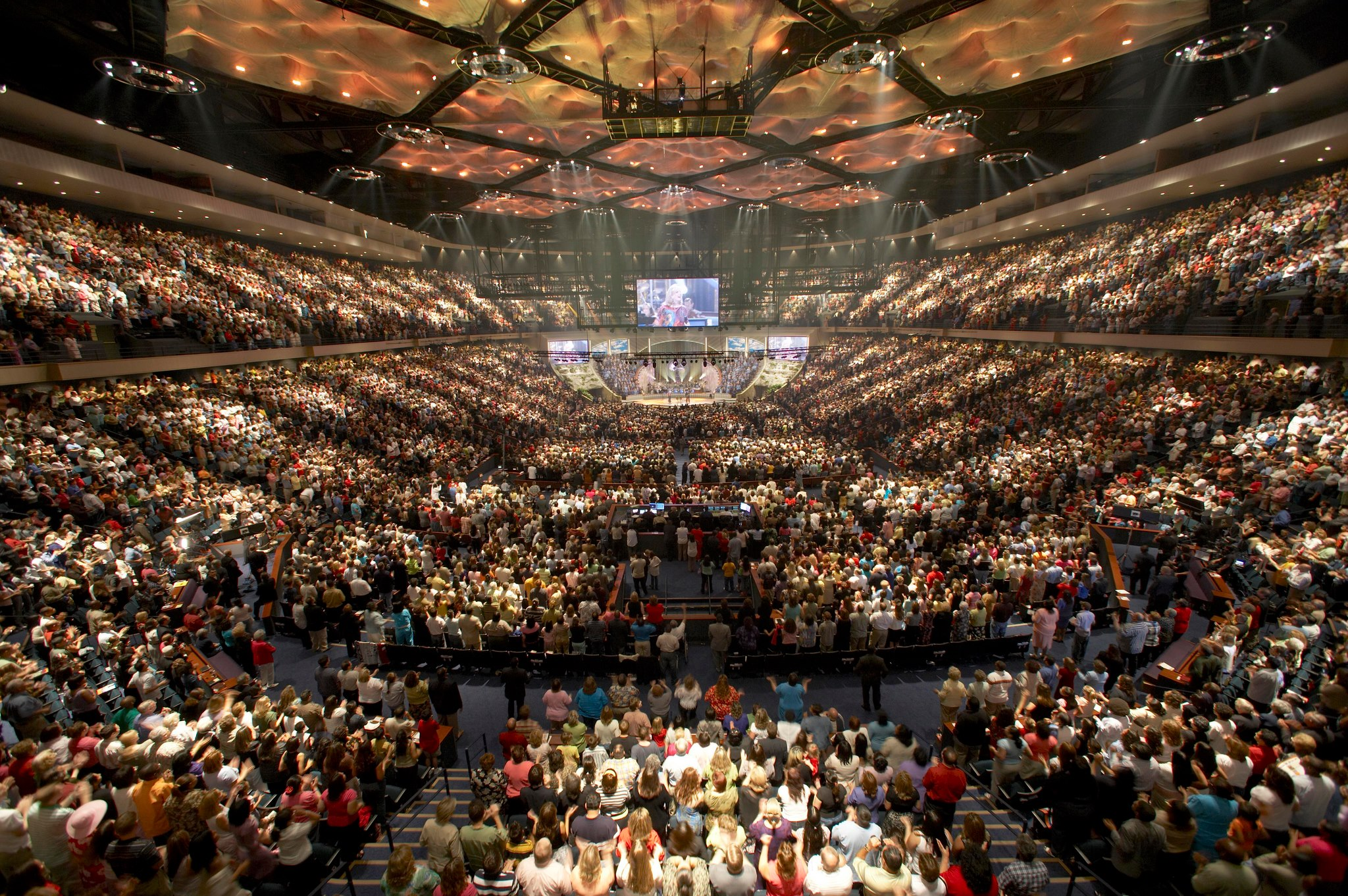
Lakewood Church

Le dimanche 10 mai 1959 est le 130e jour de l'année 1959.

## Événements

### Politique
- Élections législatives autrichiennes de 1959

### Sport
- Grand Prix automobile de Monaco 1959
- Début du championnat du monde 1959 de Formule 1
- Fin des Quatre Jours de Dunkerque 1959 5e édition, course cycliste française dans la région Hauts-de-France
- Fin du Tour d'Espagne cycliste 1959
- Fin du championnat de Belgique de football 1958-1959
- Création du Franca Basquetebol Clube, club brésilien de basket-ball de São Paulo.

### Culture
- Cérémonie des Filmfare Awards 1959 (6e édition), à Bombay en Inde.

### Architecture
- Création de Lakewood Church, megachurch évangélique située à Houston aux États-Unis. C'est la plus grande église des États-Unis, conçue pour accueillir 52 000 fidèles.

## Naissances

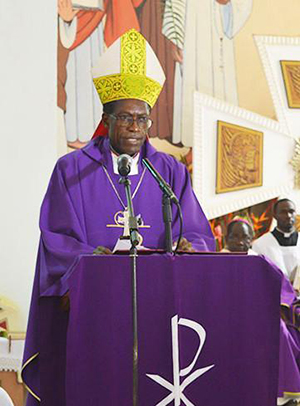
Mgr Jean Marie Benoit Bala.

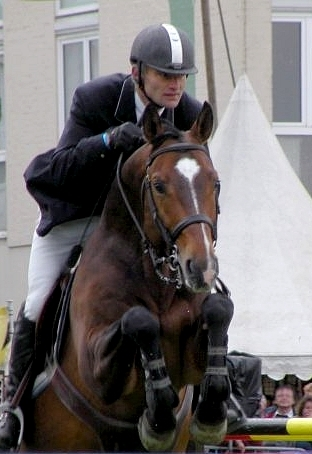
Éric Navet.

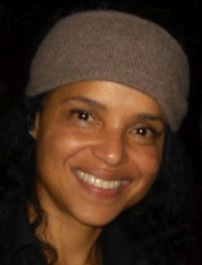
Victoria Rowell.

- Hamide Akbayir (en), homme politique allemand ;
- Jean-Marie Benoît Balla (mort assassiné le 31 mai 2017), prélat catholique camerounais ;
- Kåre Bluitgen, auteur et journaliste danois ;
- Alice Botté, guitariste français ;
- Leo de Haas (nl), présentateur et producteur de télévision néerlandais ;
- Juan José de la Iglesia (es), journaliste et présentateur de télévision espagnol ;
- Peter Enders (de), homme politique allemand ;
- Fabio Ferri (it), footballeur italien ;
- Giorgi Guraspaschwili (de), peintre et sculpteur géorgien ;
- Cindy Hyde-Smith, femme politique américaine ;
- Ville Itälä, avocat et homme politique finlandais ;
- Heinz Karrer (en), handballeur suisse ;
- Wolfgang Klinger (de), homme politique autrichien ;
- Eddy Koaz (en), judoka israélien ;
- Agustin Kola, joueur de football albanais ;
- Evangelos Koskinas (en), nageur grec ;
- Mikhail Kostin (en), lanceur de poids biélorusse ;
- Willy Leiser (it) (né le 8 novembre 1918), sculpteur, peintre et illustrateur suisse ;
- Gabriel Maccioco (es), chanteur, musicien et compositeur de rock argentin ;
- Hartmuth Malorny (de), écrivain allemand ;
- Paola Mariani (it), femme politique italienne ;
- Sead Mašić (en), footballeur bosniaque ;
- Éric Navet, cavalier français de saut d'obstacles ;
- András Perczel (en), chimiste et biochimiste hongrois ;
- Aleksandr Parnov, athlète ouzbek devenu entraîneur australien de saut à la perche ;
- Branislav Pipović (en), écrivain serbe ;
- Otaviano Pivetta (en), homme d'affaires, agriculteur et homme politique brésilien ;
- Victoria Rowell, actrice américaine ;
- Ruz (es), (pseudonyme de Carlos Alfredo Ruiz Moisa), caricaturiste salvadorien ;
- Jean Grégoire Sagbo, homme d’affaires et homme politique russe d’origine béninoise ;
- Danny Schayes, joueur de basket-ball américain ;
- Claudia Schmied, femme politique autrichienne ;
- Barbara Slater (en), gymnaste anglaise, productrice sportive, présentatrice de télévision et reporter sportive ;
- Kevin Wilson (en), skieur alpin portoricain ;
- Newton Williams (en), joueur américain de football américain ;
- Behçet Yıldırım (en), homme politique turc.

## Décès

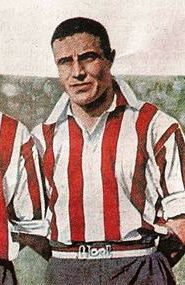
Enrique Guaita, footballeur italo-argentin.

- Max Charles Emile Bongaerts (nl) (né le 9 janvier 1875), ingénieur en hydraulique, homme politique et ministre néerlandais ;
- Ramón Feced (né le 14 décembre 1885), homme politique espagnol ;
- Crawford Greene (en) (né le 28 juin 1884), homme politique australien d’origine anglaise ;
- Enrique Guaita (né le 15 juillet 1910) footballeur italo-argentin ;
- Leslie Knighton (né le 15 mars 1887), manager anglais de football ;
- Inge Niedermayer (en), avironneur autrichien ;
- Michael Poeschke (de) (né le 6 mars 1901), homme politique allemand ;
- Reuven Shiloah (né le 20 décembre 1909), premier directeur général du Mossad ;
- Albert Thévenon (né le 16 septembre 1901), joueur de water-polo français ;
- Taco Hajo van den Honert (nl) (1899-1959), botaniste néerlandais ;
- Antonio Velao (né le 18 juillet 1884), ingénieur et homme politique espagnol ;
- Francis Wentworth-Sheilds (en) (né le 16 novembre 1869, ingénieur civil britannique ;
- Willie Woolf (en) (né le 21 avril 1907), joueur australien de football australien.